# Фиески
Фиèски или Фиеско (на италиански: Fieschi, Fiesco) е името на един от четирите знатни феодални благороднически рода на Генуезката република. Те са гвелфи (подобно на Грималди) за разлика от Спинола и Дория, които са гибелини.

## Общи характеристики
Родът има древен произход и носи името си от родоначалника си Уго Флискус – граф на Лаваня и баща на папа Инокентий IV. През 11 век графовете на Лаваня започват да разширяват феодите си в  Отбертиновата марка. Те произхождат от вътрешността на Левант и техният феодален център се намира в района на Вал Фонтанабуона – една от основните долини на днешен Метрополен град Генуа. Там именно е центърът на тяхната сила и в средата на 13 век те издигат Базиликата на Фиески в Когорно.
Традиционно Фиески са част от гвелфите и са обвързани пряко с Папството. Двама техни представители – Синибалдо Фиески и Отобоно ди Теодиско Фиески стават папи с имената Инокентий IV и Адриан V. Те са известни противници на гибелините – привържениците на императора на Свещената Римска империя Фридрих II Швабски.
Родът дава на Римокатолическата църква стотици прелати, 72 кардинали, а Република Генуа има много посланици, генерали и адмирали, принадлежащи към него.
Фиески забогатяват от търговия, финанси и купуване на земя и се делят на много клонове. Най-важният от тях е „ди Ториля“ (на италиански: di Torriglia), който заедно с клона ди Савиньоне (на италиански: di Savignone) се заражда през 13 век и произхожда от двамата братя на папа Инокентий IV.

## Ролята на Фиески във формирането на средновековния строителен облик на Генуа
Подредбата на средновековния град е структурирана въз основа на разположението на различните обитаеми райони на семейните кланове, които се организират в различни, често враждуващи помежду си силови центрове.
В това стратегическо-градско местоположение Фиески съсредоточават своите дворци, започвайки от района на Сардзано (подселище на днешния град Ровиго) и напредвайки към Левант. Фиески преотстъпват палати, първоначално разположени в района на Серавале – между Сан Матео и Сан Лоренцо (подобно на тези в селището на рода Дория в Сан Матео, днешен централен площад на Генуа), които са частично продадени на Генуезката комуна за изграждането на Двореца на дожите. Ролята на Фиески придобива особено значение при първоначалното формиране на Сестриере ди Портория (днешния квартал Портория в Генуа) и на близката до него част на Сан Винченцо сул Бизаньо (днешен централен квартал в Генуа под името Сан Винченцо).
Древната църква на Св. Стефан в Генуа е свързана с Фиески: именно тя като енория от 12 – 13 век подрежда градската тъкан на долината на потока Ривоторбидо, привличайки множество занаятчии на вълна от долината на Фонтанабуона към пътя, съставляващ оста на този обитаем район (оттук и името Borgo Lanaiuoli, букв. „Селище на вълнопроизводителите“). Палатите на Фиески са концетрирани малко по-нататък – в Кариняно (днешен квартал на Генуа) при църквата „Санта Мария ин Вия Лата“. Тя е построена през 1336 г. до домовете на рода Фиески според завещанието на кардинал Лука Фиески. Родът подпомага и изграждането на близката църква „Санта Мария дей Серви“, по онова време намираща се на едноименния път в долината на потока Ривоторбидо, в Селището на вълнопроизводителите. Най-важната постройка на рода е големият им дворец до църквата на Вия Лата – великолепна сграда, в която през 1502 г. отсяда кралят на Франция Луи XII.

## Ролята на Фиески в политическия живот на Генуа
Фиески се месят постоянно във вътрешните работи на Генуа и в борбите между гвелфи и гибелини (на страната на гвелфите), както и в сложната игра на съюзи чрез брачната си политика. Свързан с рода е и генуезкият епископ, чийто дворец – бивш замък на Сардзано доминира над по-малките им постройки около сегашната генуезка улица Вико Веджети.

### Заговорът на Фиески
Родът Фиески е опозорен поради провалената конспирация на Джовани Луиджи Фиески Младши на 2 януари 1547 г. срещу Андреа Дория, на когото Джовани е роднина чрез съпругата му. Джовани е ръководител на профренската партия и подклажда борбата с испанската партия, чийто привърженик е Андреа. Той се представя като нов Брут, като строг отмъстител за републиканските свободи срещу узурпациите на тиранина Андреа Дория. Джовани окупира портите и корабния док и иска да си присвои галера на Дория, която обаче отплава внезапно в морето и потъва заради тежестта на бронята. Джанетино Дория – племенник и наследник на Андреа Дория, е убит в бунта, така че съдбата на въстанието изглежда благоприятна за въстаниците, но вместо това Фиески, дезориентирани, бягат. Оттогава родът губи голяма част от политическата си значимост в Генуа. Фиески са жестоко преследвани, иззето им е имущество и много от тях трябва да напуснат града, като намират убежище предимно във Франция.
Първият разказ за заговора на Фиески е публикуван през 1629 г. от историка Агостино Маскарди със заглавие „Конспирацията на граф Джовани Луиджи де Фиески“ (на италиански: La congiura del conte Gio. Luigi de Fieschi). Той вдъхновява младежката творба на кардинал дьо Рец „Конспирацията на граф де Фиески“ от 1665 г. (на френски: La conjuration du comte de Fiesque), чиято история не се различава много от тази на Маскарди. За кардинал дьо Рец Джан Луиджи Фиески е „амбициозен, дързък и предприемчив“ и организира конспирацията, тъй като „страстно обича славата и понеже няма друга възможност да я купи, мисли само как да я постигне“. За Фридрих Шилер – автор на трагедията „Конспирацията на Фиеско в Генуа“ от 1783 г. (на немски: Die Verschwörung des Fiesco zu Genua) Джан Луиджи Фиески е амбициозен герой на Плутарх, но в трагедията си Шилер изкривява съзнателно историята на заговора: конспирацията, насочена към възстановяване на републиканските свободи в Генуа, е успешна, но един републиканец, виждайки в амбицията на Джан Луиджи знак за нов тираничен режим, го убива, като го бута в морето с тласък.
През 1921 г. италианският режисьор Уго Фалена заснема ням филм по историята със заглавие „Заговорът на Фиески“ (на италиански: La congiura dei Fieschi).

### Брачна политика
Брачната политика е силната страна на Фиески. Родовете, с които се свързва традиционно са Дория и Маласпина, според различните интереси. По отношение на използването на семейния клан жените имат определена роля: те често управляват или осигуряват различни сделки с недвижими имоти, продажби и прехвърляне на стоки, права и др.
От браковете най-известни са два и те свързват Фиески с родовете Дория и Висконти. Първият е този между Бернабо Дория и Елеонора (Елиана) Фиески – дъщеря на Федерико Фиески и племенница на кардинал Отобоно Фиески (бъдещ папа Адриан V). Бракът е организиран от Бранка Дория – баща на младоженеца веднага след като извършва известното си убийство на тъста си Микеле Дзанке, описано в „Божествената комедия“ на Данте (XXXIII песен на „Ад“). Бранка напуска Сардиния и от 2 септември 1275 г. се намира в Боргето ди Сан Матео, като е уважаван от всички за постигнатото богатство. Бракът е резултат от внимателната му дипломация и му позволява да влезе в изгоден контакт с партията на гвелфите, за да може по-добре да изложи някои свои молби пред кардинал Отобоно Фиески.
Другият брак е този между Изабела Фиески и Лукино Висконти. След като бяга от Милано и след внезапната смърт на Лукино тя се завръща в Генуа и след това в своите феоди със сина си Лукинето Висконти. Принудена е да излъже, че бащата на детето не е Лукино Висконти, а любовникът ѝ Галеацо II Висконти – син на Стефано Висконти и Валентина Дория заради завземането на властта в Милано от тримата братовчеди.
Друга връзка на рода Фиески е тази с Дом Савоя чрез брака през 1251 г. между Беатриче Фиески и наследника на Графство Савоя – Томас II Савойски.

### Фиески през 14 век
През 14 век, в епохата на дожа на Генуа Симоне Боканегра, Фиески се оттеглят в своите Апенински феоди, които са тяхната истинска сила, дори по-голяма от търговията със стоки и пари. Така те избягват да се „хабят“ в борбите между различните фракции и са в състояние да се появят през следващия век като семеен клан, останал непокътнат в цялата си сила, като същевременно поддържат вътрешната структура, характерна за старото поземлено благородничество от 12 и 13 век.
От 1343 до 1437 г., с изключение на 6-годишен период, епископите на рода Фиески държат епископския пост във Верчели с неговото църковно княжество. През 1394 г. епископът на Верчели Лодовико Фиески успява да накара папа Бонифаций IX да даде като феоди на брат му Антонио Масерано и Кревакуоре (и до 1399 г. Монкривело). Неговите потомци, които през 1517 г. приемат фамилията Фереро-Фиески след осиновяването на Филиберто Фереро, поддържат до 1767 г. този папски феод – независимо държавно образувание под името Княжество Масерано и Маркизат Кревакуоре. За кратък период между 1566 и 1588 г., Фереро-Фиески са маркизи и на Романяно – феод, наследен от рода Боромео, с когото са свързани.

### Фиески през 15 век
През 15 век Фиески разширяват хоризонта на интересите си преди всичко благодарение на Джан Луиджи Старши (* 1441, † 1508). Той е противник на Сфорца и оспорва владенията на Миланското херцогство в Лигурия, борейки се за завладяването на Лигурската ривиера. По времето на дожа Батиста Фрегосо (1478 – 1483) той се бие като адмирал срещу Арагон. Той подкрепя преминаването на Генуа под френската сфера на влияние: народното въстание обаче го гони от лигурските му владения на 20 юли 1506 г. С помощта на французите той успява да се върне в Генуа впоследствие и продължава да води профренска политика.

### Фиески през 16 век
В този период историята на семейството претърпява катастрофално прекъсване поради конспирацията на Джовани Луиджи Фиески Младши.
С благородническото разделение на градската зона на Генуа районът на Кариняно – традиционен център на властта на Фиески се превръща в седалище на дворците на семейство Саули. Сред конфискуваните феоди е и този на Монтоджо, нападнат от генуезките военни части веднага след заговора и предоставен на Д'Ория от семейството на Андреа Д'Ория.
Фиески оцеляват в по-незначителен състав. Произходът на Флиш от Шайд и Ротенбрунен в Кантон Граубюнден от Ариго Фиески е по-скоро легенда, отколкото истина. Говори се, че той напуска родните си земи, за да намери убежище в свободната държава на Трите лиги и се заселва във Фонтанароса (Ротенбрунен), където германизира името си на Рагет Флиш и има многобройни потомци. Според писанието I Flisch di Scheid e Rothenbrunnen те са с валзерски (Walser) произход.

### Фиески след 16 век
С незначителен състав родът оцелява благодарение на наследството, останало във вътрешността на Апенините. Сред последните останали владения са имперските феоди на Савиньоне и Крочефиески. Те са признати веднага и са суверенни, и управлявани като такива до премахването им през 1797 г.
Към 2019 г. в Генуа съществува Благотворителната фондация на Консерватория Фиески (L'Opera Pia Conservatorio Fieschi), основана през 1762 г. със смъртта на нейния основател граф Доменико Фиески. През вековете тя има голямо значение с различни филантропски дейности и интервенции в полза на нуждаещите се девойки, като през 1839 г. се класира сред първите помощни институти за малолетни в Савойските държави. През 2006 г. са проведени и серия проучвания върху сем. Фиески, публикувани на уеб страницата на фондацията.

#### Маркизат Савиньоне, Казела, Фразинело, Киапе и Сенарега
С наследственото разделение от 1678 г. маркизатът е даден на Джероламо Фиески. Това важно владение контролира солния път, известен като „път на имперските феоди", който тръгва от Генуа нагоре към долината на Куроне в Олтрепо и оттам – към Ломбардия. През 1685 г. са придобити вилите на Фразинело (Frasinello), Киапе (Chiape) и Сенарега (Senarega), поддържайки господството над Монджардино с друг родов клон.
Феодът е обект на спорове в средата на 18 век, когато Генуезката република се опитва да купи целия дял. През 1748 г. принц Джо Андреа IV Дория-Ланди купува дял от феода от наследник – представител на рода Фиески и започва преговори за преотстъпването му на Република Генуа, която желае да придобие по-голям контрол над маркизата. На 21 юли 1748 г., с имперско съгласие, двете страни подписват договор за преотстъпване на част от някои земи, на замъка и на юрисдикцията. Притеснени от тази генуезка намеса, маркизите Еторе, Николò и Джероламо Фиески – притежатели на останалите феодални квоти се противопоставят на тази продажба, като предлагат на императора правото на разпределение според дела. На 20 юни 1750 г. наследниците на Фиески откупват квотата, прехвърлена на Република Генуа, като ограничават републиката до оригиналния ѝ дял, без да има власт да управлява феода.

#### Маркизат Кроче дей Фиески
Феодът принадлежи на рода от 1250 г., потвърждавайки непосредствения си статут на имперски феод, което е препотвърдено с инвеститурите през 1495 и 1548 г. През 1687 г. Иноченцо Фиески разделя бащинското си наследство с брат си Джероламо, запазвайки за себе си феода на Кроче с различните постройки на Бастия и Вобия в допълнение към общото господство над Монджардино, наследено от майка им Томазина Спинола. Впоследствие феодът е управляван от Лоренцо (1733 г.) заедно с останалите членове на семейството и със семействата Де Ферари и Морандо. От същата година той започва да бъде известен с името Кроче де' Фиески или Крочефиески. Последният суверенен маркиз е Агостино Иноченцо, който е такъв до 1797 г.

## Известни представители на рода
- Синибалдо Фиески (* ок. 1195, † 1254) – папа Инокентий IV
- Отобоно ди Теодиско Фиески (* ок. 1215, † 1276) – папа Адриан V
- Беатриче Фиески (* 1225, † 1283) – чрез брак графиня на Савойското графство
- Николо Фиески (* 1230?, † 1310?) – политик от Генуезката република
- Аладжа Фиески (14 век) – спомената от Данте в Песен XIX на „Чистилище“
- Опицо Фиески (* първа половина на 13 век, † сл. 1291) – католически патриарх на Антиохия (1246 – 1291)
- Джовани Фиески (* 13 или 14 век в Генуа, † декември 1384 в Рим) – кардинал
- Обието Фиески (* 1435, † 1497) – кардинал
- Николо Фиески (* ок. 1446, † 1524) – кардинал
- Томазина Фиески (* 1448, † 1534) – мистичка
- Джорджо Фиески († 1461) – кардинал
- Франческа Фиески (* 1480?, † 1528) – съпруга на Лудовико Гондзага, втори граф на Сабионета
- Николо Фиески († 1524) – кардинал, архиепископ на Равена от 1516 г.
- Джовани Луиджи Фиески (* 1522, † 1547) – граф на Лаваня, политик
- Джузепе Фиески (* 1790, † 1836) – главен заговорник в атентата срещу френския крал Луи-Филип от 1835 г.
- Света Катерина Генуезска (Катерина Фиески Адорно) (* 1447, † 1510) – мистичка, светица на Римокатолическата църква  - Синибалдо Фиески (папа Инокентий IV)
  - Отобоно ди Теодиско Фиески (Папа Адриан V)
  - Св. Катерина Фиески Адорно, портрет от Джовани Агостино Рати
  - Франческа Фиески
  - Саркофаг на Обието Фиески от ок. 1479 г.
  - Агостино Фиески, XVIII век
  - Гробница на кардинал Лука Фиески, ок. 1336 г.
  - Мария Аполония Фиески Спинола

## Замъци на Фиески
- Замък на Монтоджо
- Замък на Санто Стефано д'Авето
- Замък на Борго Вал ди Таро
- Замък на Грондона
- Замък на Варезе Лигуре
- Замък на Крочефиески
- Замък на Манарола (подселище на Риомаджоре)
- Замък на Понтремоли
- Замък на Рокаталята (подселище на Нейроне)
- Замък на Сенарега (подселище на Валбревена)
- Замък на Казела
- Замък на Лоано
- Замък на Каличе ал Корновильо
- Замък на Мадриняно (подселище на Каличе ал Корновильо)
- Замък на Грондола (подселище на Понтремоли)
- Замък на Савиньоне
- Замък на Ториля

- Останки от Замъка на Монтоджо
- Замък на Санто Стефано д'Авето
- Замък на Варезе Лигуре
- Замък на Сенарега (Валбревена)
- Замък на Каличе ал Корновильо
- Замък на Савиньоне
- Замък на Ториля
- Палат Фиески в Казела
- Кула на Менегото или на Фиески в Рапало

## Фиески в литературата
Родът се появява в известната Божествена комедия на Данте Алигиери, по-точно в песен XIX на „Чистилище“, където виждаме един от най-важните представители на рода: Адриан V, както и неговата внучка Аладжа Фиески, много ценена и лична позната на Данте: Intra Siestri e Chiaveri s'adima una fiumana bella, e del suo nome lo titol del mio sangue fa sua cima.